# Steven Beitashour
Steven Beitashour (San Jose, 1º febbraio 1987) è un ex calciatore statunitense naturalizzato iraniano, di ruolo difensore o centrocampista.

## Carriera

### Club
Ha giocato nella massima serie statunitense con San Jose Earthquakes , Vancouver Whitecaps e Toronto.
Nel 2018 passa al Los Angeles FC, team esordiente nella Major League Soccer.

### Nazionale
Nato negli Stati uniti da genitori iraniani, è stato convocato dalla nazionale statunitense per l'amichevole contro il Messico del 15 agosto 2012, restando in panchina.
Il 5 ottobre 2013 è stato invece convocato dalla nazionale iraniana, anche se inizialmente non era chiaro se lui avesse accettato di giocare per tale squadra. Due giorni dopo ha accettato la convocazione per la partita del 15 ottobre seguente contro la Thailandia, entrando in campo al 76' al posto di Hossein Mahini.

## Palmarès

### Club

#### Competizioni nazionali
- Canadian Championship: 1

Toronto: 2017
- MLS Supporters' Shield: 2

Toronto: 2017
Los Angeles FC: 2019
- Campionato MLS: 1

Toronto: 2017